# Fet
Fet é uma comuna da Noruega, com 176 km² de área e 9 485 habitantes (censo de 2004).         